# 雅各布·波什爾
雅各布·波什爾（德語：Jakob Pöschl，1828年2月25日—1907年1月6日）是一名奧地利物理學家。

## 生平
從文理中學畢業後，波什爾在維也納大學學了兩年的哲學。1846年至1851年，他就讀於維也納工業大學。他獲得在Realschulen教授數學和物理的許可。1851年起，他先是在維也納，後來在布爾諾擔任教師。1855年，波什爾被任命為格拉茨工業大學的實驗和技術物理學的第一教授。。1871年至1872年，他擔任該校校長。波什爾於1887年退休，由阿爾伯特·馮·愛廷豪森接任。1907年1月6日，波什爾在他位於格拉茨的家中逝世，享年78歲。他被埋葬在格拉茨聖彼得公墓。
波什爾於1870年與馬格達萊納·諾梅爾（Magdalena Nömayer）結婚。波什爾夫婦有五個孩子，其中三個是科學家，也在大學工作。兒子阿諾德（生於1880年）是教會法教授和格拉茨大學校長，西奧多（生於1882年）是卡爾斯魯厄的數學家和工程師，維克多（生於1884年）是化學家和曼海姆商學院的院長。歷史資料顯示，兒子弗里茨從醫，女兒瑪麗亞於1901年4月16日嫁給水療醫生卡爾·沙德堡（Karl Schadelbauer）。。德國-奧地利古典語言學家維克多·波什爾（Viktor Pöschl）是雅各布·波什爾的孫子。

## 教育工作
波什爾最知名的是他作為大學教師的角色。他在格拉茨最傑出的學生是尼古拉·特斯拉，他在1919年的自傳《我的發明》中提到，波什爾演示的格拉姆發電機是他開發感應電動機的靈感來源。早在1892年至1893年，當地媒體就記錄了波什爾在特斯拉大學教育中的作用（而據目前所知，與這些早期資料相比，特斯拉從未在格拉茨完成學業）。波什爾多次捐贈獎學金和獎品，並在11月26日格拉茨工業大學成立的年度慶典上與其他資助一起頒發。

## 延伸閱讀
- Acham, Karl (编). . Böhlau. 2007. ISBN 9783205774853.
- Tesla, Nikola. . SEVERUS Verlag. 2016. ISBN 978-3-95801-613-2.
- Wohinz, Josef W. (编). . Böhlau Verlag. 1999. ISBN 3-205-98910-4.